# Ireneusz Maciej Zmora
Ireneusz Maciej Zmora (ur. 6 lipca 1971 w Gorzowie Wielkopolskim) – polski piłkarz, trener i działacz sportowy.

## Życiorys
Absolwent Zamiejscowego Wydział Kultury Fizycznej w Gorzowie Wielkopolskim. Do gorzowskiej Stali przyszedł w 2004 jako dyrektor klubu. W 2011 roku był wiceprezesem klubu, a od 17 września 2012 do 29 sierpnia 2019 roku był jego prezesem.
Zawodnik i szkoleniowiec Polonii Lipki Wielkie i Róży Różanki. Grał również m.in. w Warcie Wawrów, SHR Wojcieszyce i GKP Gorzów Wielkopolski.
W 2017 roku odznaczony Srebrnym Krzyżem Zasługi i Odznaką Honorową Miasta Gorzowa Wielkopolskiego.